# Al Barr
Alexander Martin "Al" Barr (Hanover, 12 de setembro de 1968) é um cantor e compositor estadunidense. É o vocalista da banda de punk rock Dropkick Murphys.

## Carreira
Al Barr foi vocalista e um dos fundadores da banda The Bruisers, formada em 1988 em Portsmouth, New Hampshire. Sua primeira banda foi a D.V.A. (Direct Vole Assault), por volta de 1984. Ele também participou da  5 Balls of Power, com futuros membros das bandas Scissorfight, The Radicts, L.E.S. Stitches, e US Bombs, antes de formar a The Bruisers. Sua banda, The Bruisers, tocou muitas vezes com Dropkick Murphys, e quando vocalista dos Murphys, Mike McColgan saiu da banda Al Barr foi chamado para ser o novo vocalista. O primeiro álbum junto com a nova banda foi o The Gang's All Here, de 1999.
Ao contrário dos outros membros da banda, a maioria é de ascendência irlandesa, Barr é de ascendência escocesa por parte de pai e de ascendência alemã por parte de mãe. Ele fala alemão. Ele tem um filho chamado Strummer.

## Discografia

### Com The Bruisers
- Cruisin' for a Bruisin' (1993)
- Up in Flames (1996)

### Com Dropkick Murphys
- The Gang's All Here (1999)
- Sing Loud Sing Proud! (2001)
- Blackout (2003)
- The Warrior's Code (2005)
- The Meanest of Times (2007)
- Going Out In Style (2011)
- Signed and Sealed in Blood (2013)